# Knut Johannesen
Knut „Kupper'n“ Johannesen (* 6. November 1933 in Oslo) ist ein ehemaliger norwegischer Eisschnellläufer.
Johannesen gewann 1957 und 1964 die Mehrkampfweltmeisterschaften und 1959 und 1960 die Mehrkampfeuropameisterschaften.
Bei den Olympischen Spielen 1956 in Cortina d’Ampezzo holte er Silber über die 10.000 Meter und Silber über die 5000 Meter. Vier Jahre später in Squaw Valley wurde er Olympiasieger über 10.000 Meter. 1964 in Innsbruck gewann er nochmals Gold über 5000 Meter und Bronze über 10.000 Meter.
Johannesen stellte während seiner aktiven Zeit vier Weltrekorde auf. Er führte den Adelskalender zwischen 1960 und 1964 für 1100 Tage an. Sein Bestwert betrug 178,358 Punkte.
1957 wurde er mit der Morgenbladet-Goldmedaille geehrt und 1959 mit der Oscar Mathisen Memorial Trophy ausgezeichnet. 1960 gewann er die Wahl zu Norwegens Sportler des Jahres sowie den Fearnleys olympiske ærespris.

## Persönliche Bestzeiten
| Strecke  | Zeit         | Datum            | Ort          |
| -------- | ------------ | ---------------- | ------------ |
| 500 m    | 42,3 s       | 24. Februar 1960 | Squaw Valley |
| 1000 m   | 1:31,0 min   | 2. Februar 1954  | Davos        |
| 1500 m   | 2:09,4 min   | 24. Februar 1963 | Karuizawa    |
| 3000 m   | 4:28,7 min   | 11. Februar 1964 | Oslo         |
| 5000 m   | 7:37,8 min 1 | 26. Januar 1963  | Oslo         |
| 10.000 m | 15:42,9 min  | 19. Januar 1964  | Oslo         |